# يا حبيبتي يا مصر
يا حبيبتي يا مصر هي أغنية وطنية مصرية من كلمات محمد حمزة وألحان بليغ حمدي وغناء شادية.